# Дипломатия (фильм, 2014)
«Дипломатия» (фр. и нем. Diplomatie) — французско-немецкий исторический фильм-драма режиссёра Фолькера Шлёндорфа, вышедший на экраны в 2014 году. Сценарий ленты создан на основе одноимённой пьесы французского драматурга Сириля Жели. В главных ролях — Андре Дюссолье и Нильс Ареструп.

## Сюжет
Действие фильма происходит в августе 1944 года в Париже. Городом пока ещё владеют нацисты, но отряды союзников уже находятся на подступах к нему. По приказу Гитлера, при отступлении значительная часть городских строений, включая основные достопримечательности города, должны быть взорваны. Исполнение этого плана возложено на немецкого коменданта Парижа генерала Дитриха фон Хольтица (его роль в фильме играет Нильс Ареструп). Сапёры закладывают взрывчатку под указанными объектами, все ждут приказа коменданта об их разрушении.
Используя потайной ход, в комнату фон Хольтица в отеле Le Meurice, расположенном на улице Риволи, удаётся проникнуть шведскому консулу Раулю Нордлингу (Андре Дюссолье), который пытается убедить генерала сохранить красоту Парижа для будущих поколений.

## В ролях
| Актёр                 | Роль                                                            |
| --------------------- | --------------------------------------------------------------- |
| Андре Дюссолье        | Рауль Нордлинг — шведский консул в Париже                       |
| Нильс Ареструп        | Дитрих фон Хольтиц — немецкий генерал, военный комендант Парижа |
| Бургхарт Клауснер[de] | Вернер Эбернах — немецкий офицер, капитан                       |
| Роберт Штадлобер      | лейтенант Брессенсдорф                                          |
| Чарли Нельсон[fr]     | консьерж                                                        |

## Премьера и прокат
Мировая премьера фильма «Дипломатия» состоялась на 64-м Берлинском международном кинофестивале 12 февраля 2014 года.
Прокат фильма во Франции начался 5 марта 2014 года.

## Критика
В целом оценки критиков оказались положительными. На сайте Rotten Tomatoes 94 % критиков из 48 дали киноленте положительную оценку. На Metacritic фильм имеет рейтинг 72 % на основании 19 рецензий.

## Награды и номинации
- 2014 — премии Международного кинофестиваля в Вальядолиде за лучшую режиссуру (Фолькер Шлёндорф) и за лучшую мужскую роль (Нильс Ареструп), номинация на премию «Золотой колос»[9].
- 2015 — премия «Сезар» за лучший адаптированный сценарий (Сириль Жели[фр.], Фолькер Шлёндорф), а также номинация на премию «Сезар» за лучшую мужскую роль (Нильс Ареструп)[10].